# Bray/Greystones Chess Club
Bray/Greystones Chess Club – irlandzki klub szachowy z siedzibą w Bray, czterokrotny mistrz kraju, dwukrotny zdobywca Armstrong Cup.

## Historia
Klub został założony w Greystones w 1975 roku z inicjatywy Franka Holohana. W latach 90. klub zmienił siedzibę, przenosząc się do Bray. W latach 1999–2000 zespół wygrał Armstrong Cup. W sezonach 1999–2001 trzykrotnie z rzędu zdobył mistrzostwo Irlandii. W latach 2000–2001 klub uczestniczył w Pucharze Europy. W sezonie 2000 irlandzki zespół zdobył pięć punktów, dzięki zwycięstwom z Monmouth Minnows i Cardiff Chess Club i remisie z Gambitem Bonnevoie, w efekcie czego zajął 28. miejsce w klasyfikacji. W 2001 roku natomiast klub przegrał wszystkie mecze i zajął ostatnie, 39. miejsce. W 2002 roku zespół zajął trzecie miejsce w National Club Championship, a w 2010 roku zdobył czwarty tytuł mistrzowski. W sezonie 2016 ponownie był trzeci w klasyfikacji.